# Evergrace
Evergrace (яп. エ ヴ ァ ー グ レ イ ス, Evāgureisu) —  японська рольова відеогра 2000 року (RPG / JRPG), розроблена компанією FromSoftware для платформи PlayStation 2 і опублікована компанією Agetec у Північній Америці (Ubisoft і Crave Entertainment на територіях PAL). Гра увійшла в стратову лінійку ігор для PS2 у Північній Америці.

## Ігровий процес
У Evergrace є два головні герої - мечник Дарій (англ. Darius) і домогосподарка Шарлайн (англ. Sharline), з двома різними сюжетними лініями та різними техніками бою. Гра дозволяє гравцям перемикатися між персонажами в будь-якій точці збереження та використовує систему досвіду, яка залежить від предметів та обладнання, а не від статистичній прокачці. Іншою особливістю є Palmira Action System, яка дозволяє гравцям покращувати фізичні здібності своїх персонажів, поєднуючи спеціалізовані кристали зі своїм озброєнням.
У Evergrace також є бонусне підземелля, яке названо на честь Shadow Tower, іншої гри FromSoftware, компанії, яка часто відома тим, що включає в свої ігри посилання на минулі ігри. Наприклад, Меч Місячного Світла (англ. Moonlight Sword) — зброя, яка виникла у їхній флагманській серії King's Field, також з'являється в Evergrace, а також у наступній грі Forever Kingdom.

## Розробка
FromSoftware вирішили випустити Evergrace для платформи PlayStation 2 ще на ранніх стадіях розробки. Однак невдовзі після початку розробки, команда розробників вирішила спробувати розробити версію для оригінальної PlayStation. Проект виявився занадто амбіційним, і його швидко скасували.
Музичну партитуру для Evergrace склав Кота Хошино. В одному з інтерв'ю він заявив, що голоси використовуються як основний "інструмент" у звуковому супроводі гри. Хошино записав зразки власного голосу та відредагував їх за допомогою Sound Forge, а потім записав більше зразків голосу, щоб створити те, що він вважає етнічним звуком. Також були додані японські інструменти, такі як сякухаті та сямісен. Усі перкусії партитури було синтезовано.

## Оцінки та відгуки
За даними  Famitsu, Evergrace дебютував у японських чартах продажів на п'ятому місці, продавши 75 083 примірники. Наступного тижня гра опустилась на сьоме місце, продавши додаткові 11 886 примірників. Продовжуючи потрапляти в чарти, Evergrace продав 134 865 примірників у регіоні до кінця 2000 року.
Evergrace отримала "змішані" відгуки згідно з агрегатором рецензій вебсайтом Metacritic. Видання IGN похвалило гру за її інновації на той час, включаючи повне використання кнопок контролера DualShock 2 та унікальну систему "паперова лялька", завдяки якій на аватарі гравця помітно одягнену зброю та одяг.
Але в огляді IGN сказано, що більшість аспектів гри були досить "загальнодоступними", не будучи надзвичайно поганими. GameSpot критикували гру за її застарілі візуальні ефекти та відсталий геймплей під час битв. В огляді GameSpot сказано, що цікаві особливості не затьмарюють той факт, що "основний геймплей незграбний і нецікавий".  
Стівен Фрост із NextGen сказав: "32-розрядні починання Evergrace справді шкодять її здатності надати справжній досвід next-гену. Тільки завзяті шанувальники RPG матимуть терпіння і наполегливість закінчити цю пригоду".  
Японський ігровий журнал Famitsu оцінив гру на 28 пунктів із 40.